# Оар
Оар (рум. Oar) — село у повіті Сату-Маре в Румунії. Входить до складу комуни Ветіш.
Село розташоване на відстані 455 км на північний захід від Бухареста, 11 км на захід від Сату-Маре, 131 км на північний захід від Клуж-Напоки.

## Населення
За даними перепису населення 2002 року у селі проживали 1514 осіб.
Національний склад населення села:
| Національність | Кількість осіб | Відсоток |
| -------------- | -------------- | -------- |
| угорці         | 1244           | 82,2%    |
| румуни         | 243            | 16,1%    |
| цигани         | 25             | 1,7%     |

Рідною мовою назвали:
| Мова      | Кількість осіб | Відсоток |
| --------- | -------------- | -------- |
| угорська  | 1424           | 94,1%    |
| румунська | 89             | 5,9%     |